# Ville de Bordeaux
Pour les articles homonymes, voir Bordeaux (homonymie).
Le Ville de Bordeaux est un navire roulier spécialement conçu pour transporter les éléments de pièces Airbus.
Il a été conçu par Deltamarin, construit à Nankin en Chine en 2004 au chantier naval de Jinling et est affrété par Fret (filiale de Louis Dreyfus Armateurs, France) et CETAM, filiale de l'armateur norvégien Leif Höegh.
Le navire comprend un grand garage principal faisant 120 m de long, 21 m de large et 11,5 m de haut. Il est ventilé et déshumidifié. Le chargement se fait à partir d'une rampe double à l'arrière, protégée par une inhabituelle porte articulée au niveau du pont supérieur.
Il emporte sur un seul voyage les tronçons avant et arrière de l'Airbus, provenant de Hambourg, les deux ailes construites à Broughton (Pays de Galles) et chargées au port de Mostyn, le carénage central construit à Cadix et le caisson central de voilure à partir de Nantes. S'il ne transporte pas les pièces de l'A380, le Ville de Bordeaux peut être utilisé pour embarquer 150 camions ou 500 voitures sur trois niveaux ; dans ce cas, il dispose de 6 720 m2 d'espace de stockage, soit 1 800 mètres de longueur totale.
Quand les pièces d'un Airbus sont chargées, leur faible masse (600 tonnes) est compensée par le remplissage de ballasts.
Une fois arrivé à Pauillac en Gironde, il transfère son chargement sur la barge Breuil, ou son sister-ship le Brion, l'emmène à Langon.
Afin d'assurer la stabilité et la sécurité de la cargaison, le navire est équipé de systèmes anti-roulis, et de deux accéléromètres permettant de prévenir quand la vitesse ou le cap doit être modifié.
Par ailleurs, le roulier est également utilisé depuis l'été 2015 pour convoyer les rames TGV destinées au Maroc, depuis le grand port maritime de La Rochelle.
Un test de traction par cerf-volant (kite) a lieu en 2022 mais n'est pas poursuivi.
Fin 2023, le navire va tester pour 6 mois des ailes verticales Esail de l'entreprise espagnole Bound4blue qui seraient capables d'avoir « une portance six à sept fois supérieure à celles des voiles rigides traditionnelles, grâce à un système d'aspiration d'air électrique. 

## Sources